# Ajtósi Dürer sor
Az Ajtósi Dürer sor Budapest XIV. kerületében a Dózsa György út és a körvasút (Francia utca) között húzódik, keresztezve a Hungária körutat is. Jellegzetes épületei a 19. és a 20. század fordulóján és a két világháború között épültek. Mai nevét 1929-ben, a világhírű magyar származású festő, Albrecht Dürer halálának 400. évfordulója alkalmából kapta.

## Története
1847-ben a környék telkeinek felparcellázásakor alakult ki. Kezdetben István nádor után István utcának nevezték (németül Stefans Weg). Az elnevezés a szomszédos Herminamezőtől ered, ami István nádor 1842-ben elhunyt ikerhúga, Habsburg–Lotaringiai Hermina Amália főapátnő után kapta nevét. Ugyanezen logika vezetett egyébként Istvánmező városrész elnevezéséhez is. Az egykori István út részben e kettő városrész határát is jelentette.
Az út Dózsa György úti kezdetétől Hermina útig tartó szakaszát 1929-ben az apja révén Ajtós községből származó Albrecht Dürer halálának 400. évfordulójára emlékezve keresztelték át mai nevére. A fennmaradó rövid szakasz a Hermina út és a Budapest–Záhony-vasútvonal (Francia út) között megmaradt István útnak egészen 1949-ig, amikor a kommunista hatalométvételt követően azt is átnevezték. A Felvonulási tér kiépítése során a Dózsa György út és a Hermina út közötti szakaszon az úttest ekkor kapott vasbeton burkolatot.
Az Ajtósi Dürer sor a mai meghatározás szerint vett Városliget és Istvánmező városrészek határán húzódik a Dózsa György úti kezdetétől a Hermina útig, onnantól a vasútig tartó szakasza pedig a mai értelemben vett Herminamező városrészben található.

### Híres lakói
- Bächer Iván (1957–2013) író, újságíró, publicista, tanár (5.)
- Bächer Mihály (1924–1993) Liszt Ferenc-díjas zongoraművész, egyetemi tanár (5.)
- Deák Ferenc (1803–1876) politikus, jogász, államférfi (19–21.)
- Kaffka Margit (1880–1918) író, költő (37.)

## Nevezetes épületei
- 15. szám: A Szent István Gimnázium épülete, Giergl Kálmán és Korb Flóris építette 1906–1907-ben.
- 19-21. szám: Az egykori Sacré Cœur Leánynevelő Intézet épülete, Rimanóczy Gyula tervezte 1938-ban. A zárdát 1949-ben feloszlatták, épületében a Magyar Dolgozók Pártja pártfőiskolát rendezett be. 1968-1989 között itt működött az MSZMP Politikai Főiskola. A rendszerváltást követően a helyén 1990-2003 között az ELTE Bölcsészettudományi Kar nyelvi karai működtek. 2008-2020 között a földszintje Dürer Kert néven romkocsma és koncerthelyszínként, az emeleti termei pedig Keleti Blokk néven próbahelyszínként funkcionáltak. A meghagyott műemlék kastélyt 2021-2024 között irodaházzá, a hajdan dús növényzetű kertjét pedig zsúfolt lakóparkká átépítették át.[1][2][3]
- 25. szám: Zala György szobrászművész egykori szecessziós stílusú villája, amit Lechner Ödön, Bálint Zoltán és Jámbor Lajos tervezett 1900-ban. Az országos műemlékjegyzék városképi jelentőségű épületként tartja számon.
- 27./a, b szám: A Himmler Miksa tervei alapján 1911-ben, Hoffenreich Mórnak épített ház.
- 37. szám: Teleki Blanka Gimnázium (volt Erzsébet Nőiskola), Baumgarten Sándor tervei alapján épült 1902-ben.
- 39. szám: Vakok Általános Iskolája és Nevelőotthona, tervezte Baumgarten Sándor és Herczegh Zsigmond 1899–1904-ben.